# Édgar (piłkarz)
Édgar, właśc. José Silvério de Souza (ur. 26 sierpnia 1932 w São José, zm. 15 grudnia 2017) – brazylijski piłkarz, występujący podczas kariery na pozycji bramkarza.

## Kariera klubowa
Piłkarską karierę Édgar rozpoczął w Paraense FC. W latach 1952–1956 grał w América Belo Horizonte, z którego przeszedł do Botafogo FR. Po powrocie do Amériki, zdobył z nią mistrzostwo stanu Minas Gerais – Campeonato Mineiro w 1957 roku. W 1957 roku występował w SE Palmeiras. Karierę zakończył w Clube Atlético Mineiro, z którym zdobył mistrzostwo stanu Minas Gerais – Campeonato Mineiro w 1957 roku.

## Kariera reprezentacyjna
Édgar uczestniczył w Copa América 1957, na której Brazylia zajęła drugie miejsce. Na turnieju Édgar był rezerwowym i nie wystąpił w żadnym meczu. Édgar nigdy nie zadebiutował w reprezentacji Brazylii.